# Baykar Bayraktar Kızılelma
Baykar Bayraktar Kızılelma je zrakoplov u razvoju, za koji se tvrdi da je mlazni, jednomotorni, radarima slabo uočljiv, nadzvučni, bespilotni borbeni zrakoplov sposoban za polijetanje s nosača zrakoplova. Razvija ga turska obrambena tvrtka Baykar. Zrakoplov se razvija u sklopu projekta MIUS (turski: Muharip İnsansız Uçak Sistemi; engleski: Combatant Unmanned Aircraft System).

## Dizajn i razvoj
Kızılelma je bespilotna letjelica koja ima nadzvučnu konstrukciju s niskom refleksijom radarskih signala (RCS) i opremljena je aktivnim elektronički usmjerivim radarom (AESA). Zrakoplov pokreće turboventilatorski motor kojem se zrak privodi kroz dva ulaza; kontrola skretanja postiže se s dva okomita stabilizatora. Zrakoplov ima kanarde za povećanu upravljivost ili za bolju kontrolu glavnog protoka zraka na krilu. Unutarnji odjeljci omogućit će letjelici da radi u problematičnim okruženjima uz održavanje niske vidljivosti.
Kızılelma ima najveću masu pri polijetanju od 6000 kg, s 1500 kg spomenute mase na raspolaganju za korisni teret. Prema podatcima koje je podijelila tvrtka, Kızılelma će imati operativnu visinu leta od 10 000 m. Kızılelma-A bit će sposoban za gotovo nadzvučne brzine, a pokretat će ga motor AI-25TLT, kojeg je dizajnirala zajednička tursko-ukrajinska tvrtka Black Sea Shield. Kızılelma-B će letjeti nadzvučnom brzinom, a pokretat će ga ukrajinski motor AI-322F i turski motor TEI TF-6000. MIUS-B će imati dva i pol puta snažniji motor, što ga čini značajno drugačijim od MIUS-A. Očekuje se da će se MIUS lansirati s broda turske mornarice TCG Anadolu LHD bez ikakve potrebe za sustavom katapulta. Tehnički direktor Baykara Selçuk Bayraktar rekao je da se očekuje da će MIUS letjeti 2023., dodajući da je bespilotna letjelica na mlazni pogon "dvanaestogodišnji san". Dana 12. ožujka 2022. Selçuk Bayraktar objavio je ime letjelice, Kızılelma (crvena jabuka); također je otkrio da je prvi prototip Kızılelme ušao u proizvodnju.

## Značajke
- Potpuno autonomno polijetanje i slijetanje
- Nizak udarni presjek za radare
- Visoka manevarska sposobnost
- LOS i BLOS
- Mogućnost polijetanja i slijetanja s nosača zrakoplova s kratkom poletnom stazom
- Visoka svijest o situaciji s AESA radarom
- Unutarnji nosači naoružanja

## Tehnički podatci
- Nosivost: 1500 kg
- Najveća masa pri polijetanju: 6000 kg
- Pogon: 1 × AI-25TLT (MIUS-A)
- Pogon: 1 × Ivčenko AI-322F (MIUS-B)

Performanse
- Najveća brzina: 900 km/h
- Brzina krstarenja: 740 km/h
- Borbeni dolet: 930 km
- Izdržljivost: 5 sati
- Gornja granica leta: 12 000 m

Naoružanje
- Projektili:
  - CIRIT
  - L-UMTAS ASM
  - Bozdoğan, AAM
  - Gökdoğan, AAM
  - Akdoğan, AAM
  - Gökhan, AAM
  - SOM ALCM
  - TUBITAK-SAGE Kuzgun-TJ, projektil zrak-zemlja na turbomlazni pogon
  - TUBITAK-SAGE Kuzgun-KY, raketa zrak-zemlja na kruto gorivo
  - TUBITAK-SAGE Kuzgun-ER, projektil zrak-zemlja na turbomlazni pogon (ekvivalent norveškim projektilima Penguin)
  - TUBITAK-SAGE Kuzgun-EW, sposoban nositi minijaturni EW teret koji djeluje kao rezervni ometač i potiskuje neprijateljsku protuzračnu obranu kako bi značajno povećao preživljavanje zrakoplova Turskog ratnog zrakoplovstva.
  - Akbaba, raketa zrak-zemlja za napade na neprijateljske radiosustave/radare (ARM)
  - Obitelj raketa ROKETSAN ÇAKIR, krstareća raketa zrak-zemlja, protubrodska, zemlja-zemlja
- Bombe:
  - Teber-81 (bomba Mark 81 s kompletom za lasersko navođenje ROKETSAN)
  - HGK-82 (bomba Mark 82 s kompletom za precizno navođenje TUBITAK-SAGE)
  - KGK-82 (bomba Mark 82 s kompletom za navođenje TUBITAK-SAGE)
  - Teber-82 (bomba Mark 82 s kompletom za lasersko navođenje ROKETSAN)
  - HGK-83 (bomba Mark 83 s kompletom za precizno navođenje TUBITAK-SAGE
  - KGK-83 (bomba Mark 83 s kompletom za navođenje TUBITAK-SAGE)
  - HGK-84 (bomba Mark 84 s kompletom za precizno navođenje TUBITAK-SAGE)
  - LHGK-84 (bomba Mark 84 s kompletom za lasersko osjetljivo navođenje TUBITAK-SAGE)
  - TUBITAK-SAGE TOGAN, streljivo zrak-zemlja
  - TUBITAK-SAGE Kuzgun-SS, klizna bomba Aselsan navođena GPS/INS
  - SARB-83, bomba za uništavanje bunkera
  - NEB-84, bomba za uništavanje bunkera
  - MAM-C
  - MAM-L
  - MAM-T